# Куватов, Мухаметгалим Абдельганиевич
Мухаметгалим Абдельганиевич Куватов (баш. Мөхәмәтғәлим Әбделғәни улы Ҡыуатов; 1866—1937) — башкирский просветитель.

## Биография
Родился в 1866 году в деревне д. Бикбердино Оренбургского уезда Оренбургской губернии, ныне деревня Утягулово Зианчуринского района Башкортостана. Происходил из башкирского дворянского рода Куватовых.
Окончил Оренбургскую гимназию. Открыл свыше десяти национальных светских школ, среди которых были Серменевская и Зиянчуринская русско-башкирские школы. В 1891—1894 гг. Мухаметгалим Куватов являлся директором Серменевской русско-башкирской школы.
130 башкирских пословиц были собраны и опубликованы Куватовым в «Известиях Оренбургского отдела Русского географического общества» (Выпуск 6, 1895 год). Пословицы были представлены в алфавитном порядке с переводом на русский язык, к большинству из них даны пояснения значений и соответствующие эквиваленты из русского фольклора. Был применён алфавит на основе кириллицы, а при обозначении специфических башкирских звуков изменены начертания отдельных букв русского алфавита или использовались диакритические знаки.
Является автором-составителем первого башкиро-венгерского словаря, который был издан в 1896 году и включал 97 слов. Совместно с В. В. Катаринским составлены «Букварь для башкир» (издан в 1892 году) и «Башкирско-русский словарь» (издан в 1899 году).
В 1918 году являлся председателем кантональной управы Усерганского кантона Башкурдистана.
Репрессирован как «башкирский националист». Был арестован 3 декабря 1933 года и приговорён к условному лишению свободы на 3 года по обвинению по статье 58 ч.2 УК РСФСР. Реабилитирован 29 мая 1989 года.
Дети:
Гумер (1893—1946) — активный участник Башкирского национального движения, нарком Здравоохранения БАССР (1919—1928), общественный и государственный деятель, хирург.
Усман (1897—1956) — деятель Башкирского национального движения.
Шакира (1901—1995) — меценат, супруга Айдарова Камала Гимадеевича.

## Память
В честь Куватова Мухаметгалима Абдельганиевича названы улицы в сёлах Исянгулово и Утягулово.